# Ipojuca Pontes
Ipojuca Pontes (João Pessoa, 10 de septiembre de 1942) es un cineasta, escritor, periodista, autor y productor teatral y ex crítico de cine brasileño.  Fue, además, Ministro de Cultura durante el gobierno de Fernando Collor de Mello.
Hijo del militar João Pontes Barbosa y de la enfermera Laís Holanda Pontes, madre de diez hijos, nació en João Pessoa, capital del estado de Paraíba, y, a lo largo de su carrera, ha ganado más de treinta premios nacionales e internacionales. En festivales de cine como Salónica - Grecia, Bangalore - India, Berlín - Alemania, Bilbao - España y en los festivales de cine de São Paulo, Brasília, Gramado, Cabo Frio y Lajes.
Una de sus películas, Canudos, fue seleccionada oficialmente para el Festival de Cannes en 1978.